# Pebrot d'Alep

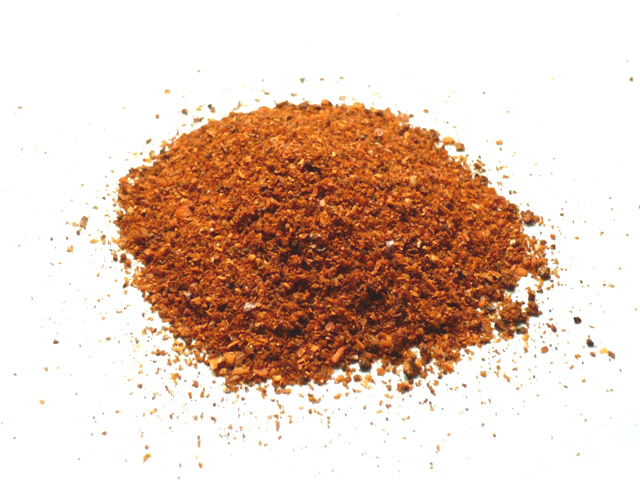
Pebrot d'Alep processat en forma de pul biber.

Pebrot d'Alep, també conegut com a pebrot halaby és una varietat de pebrot, comu a Síria i Turquia.